# Championnat du Mali de football 2005
Navigation
Saison précédente Saison suivante
La saison 2005 du Championnat du Mali de football était la 38e édition de la première division malienne à poule unique, la Première Division. Les quatorze meilleurs clubs maliens sont regroupés au sein d'une poule unique où ils s'affrontent deux fois, à domicile et à l'extérieur. Les deux derniers du classement sont relégués en fin de saison et remplacés par les deux meilleurs clubs de Deuxième division.
C'est le Stade malien qui remporte la compétition après avoir terminé en tête du classement final, avec neuf points d'avance sur le Cercle olympique de Bamako et dix-sept sur l'AS Real Bamako. C'est le treizième titre de champion du Mali de l'histoire du club.

## Les clubs participants
| - Djoliba AC - AS Real Bamako - Cercle olympique de Bamako - USFAS Bamako - Centre Salif Keita - AS Commune II - AS Biton | - Stade malien - AS Tata National - AS Sigui Kayes - AS Débo Club de Mopti - Promu de Deuxième division - AS Mandé Bamako - AS Nianan - AS Bamako |

## Compétition

### Classement
Le barème de points servant à établir le classement se décompose ainsi :
- Victoire : 3 points
- Match nul : 1 point
- Défaite : 0 point

| Rang | Équipe                     | Pts | J  | G  | N  | P  | Bp | Bc | Diff |
| ---- | -------------------------- | --- | -- | -- | -- | -- | -- | -- | ---- |
| 1    | Stade malien               | 64  | 26 | 20 | 4  | 2  | 45 | 13 | +32  |
| 2    | Cercle olympique de Bamako | 55  | 26 | 16 | 7  | 3  | 42 | 13 | +29  |
| 3    | AS Real Bamako             | 47  | 26 | 13 | 8  | 5  | 41 | 19 | +22  |
| 4    | Djoliba AC                 | 44  | 26 | 12 | 8  | 6  | 37 | 22 | +15  |
| 5    | Centre Salif Keita         | 39  | 26 | 11 | 6  | 9  | 26 | 20 | +6   |
| 6    | AS BamakoC                 | 38  | 26 | 10 | 8  | 8  | 32 | 23 | +9   |
| 7    | AS Nianan                  | 36  | 26 | 10 | 6  | 10 | 27 | 28 | -1   |
| 8    | AS Commune II              | 31  | 26 | 8  | 7  | 11 | 20 | 36 | -16  |
| 9    | USFAS Bamako               | 29  | 26 | 8  | 5  | 13 | 30 | 44 | -14  |
| 10   | AS Tata National           | 25  | 26 | 5  | 10 | 11 | 22 | 33 | -11  |
| 11   | AS Sigui Kayes             | 24  | 26 | 5  | 9  | 12 | 15 | 36 | -21  |
| 12   | AS Biton                   | 24  | 26 | 6  | 6  | 14 | 19 | 43 | -24  |
| 13   | AS Débo Club de MoptiP     | 23  | 26 | 6  | 5  | 15 | 24 | 33 | -9   |
| 14   | AS Mandé Bamako            | 18  | 26 | 3  | 9  | 14 | 13 | 30 | -17  |

|  | Qualification pour la Ligue des champions de la CAF 2006                             |
|  | Qualification pour la Coupe de la confédération 2006                                 |
|  | Relégation en Deuxième division                                                      |
|  | T : Tenant du titre C : Vainqueur de la Coupe du Mali P : Promu de Deuxième division |

## Bilan de la saison
| Championnat du Mali de football 2005 |                          |
| Champion                             | Stade malien (13e titre) |
| Coupes et trophées                   |                          |
| Vainqueur de la Coupe du Mali 2005   | AS Bamako                |
| Qualifications continentales         |                          |
| Ligue des champions de la CAF 2006   | Stade malien             |
| Coupe de la confédération 2006       | AS Bamako                |
| Promotions et relégations            |                          |
| Promus en Division 1                 | AS Bakaridjan            |
| Promus en Division 1                 | Stade malien de Sikasso  |
| Relégués en Division 2               | AS Débo Club de Mopti    |
| Relégués en Division 2               | AS Mandé Bamako          |